# Cheng Xiaolei
Cheng Xiaolei est une patineuse de vitesse sur piste courte chinoise.

## Biographie
Elle participe aux épreuves de patinage de vitesse sur piste courte aux Jeux olympiques de 2006, où elle est disqualifiée en finale du relais.
Aux Championnats du monde de patinage de vitesse sur piste courte, elle remporte :
- en 2004 une médaille d'argent en relais,
- en 2005 une médaille d'argent en relais,
- en 2006 une médaille d'or en relais.